# Apanteles balteatae
Apanteles balteatae är en stekelart som beskrevs av Lal 1942. Apanteles balteatae ingår i släktet Apanteles och familjen bracksteklar. Inga underarter finns listade i Catalogue of Life.